# Walter Meinhold

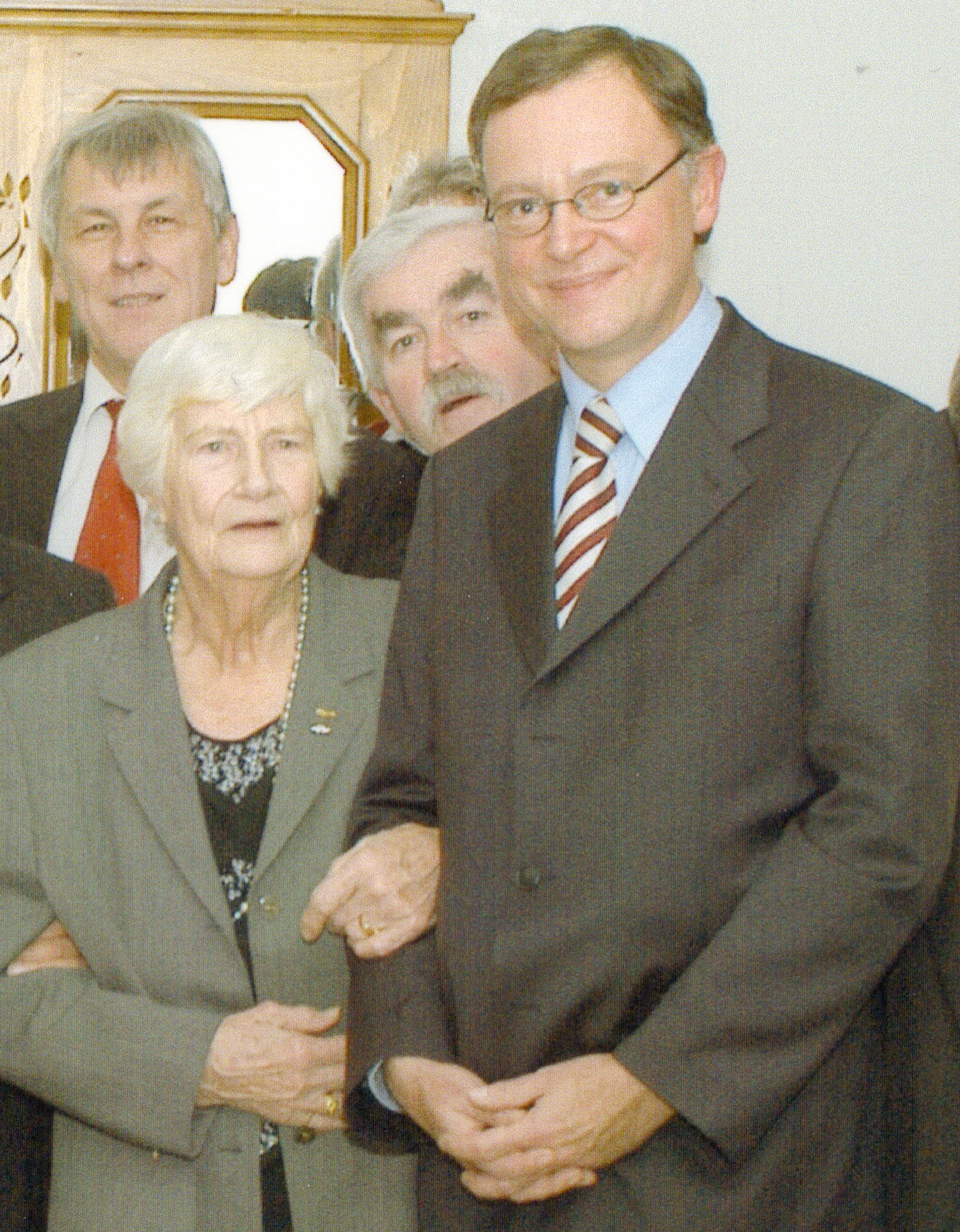
Walter Meinhold (links) bei einer Jubilarehrung der SPD im Jahr 2005

Walter Meinhold (* 16. Juni 1945 in Hamburg) ist ein deutscher Politiker (SPD). Von 1998 bis 2008 war er Mitglied des Niedersächsischen Landtages. 

## Ausbildung und Beruf
Nach dem Besuch der Volksschule machte Meinhold von 1961 bis 1964 eine Lehre zum Großhandelskaufmann am Hamburger Großmarkt und im Hamburger Hafen. Nach dem Wehrdienst 1965/66 besuchte er die Abendschule und studierte von 1969 bis 1972 für das Lehramt an Grund- und Hauptschulen. Von 1973 bis zu seiner Wahl in den Landtag war er als Lehrer in der Orientierungsstufe Sahlkamp und seit 1991 als Rektor der Hauptschule Garbsen tätig.

## Politik
Seit 1982 ist Meinhold Mitglied der SPD. Er war von 2000 bis zum 2. April 2011 Vorsitzender des SPD-Stadtverbands Hannover. Ebenfalls war er bis 2017 stellvertretender Vorsitzender des SPD-Unterbezirks Region Hannover und ist Beisitzer im Vorstand des SPD-Bezirks Hannover. Von 1991 bis 1998 war er Ratsherr in Hannover und von 1998 bis 2008 Mitglied des Niedersächsischen Landtages. Bei der Landtagswahl 2008 trat er aus Altersgründen nicht wieder an. 2008 wurde er mit 91,3 % der Stimmen zum Vorsitzenden des neu gegründeten SPD-Landesparteirats  Niedersachsen gewählt.  Am 13. Mai 2017 wurde er zum Ehrenvorsitzenden  der SPD Hannover gewählt.
Meinhold war Mitglied der SPD-Kontrollkommission auf Bundesebene.

## Sonstige Ämter
Meinhold ist seit 1970 Mitglied der GEW und seit 1972 Mitglied des Deutschen Mieterbundes. Darüber hinaus war er Vorsitzender des Aufsichtsrates der Stadtwerke Hannover AG und des Beirates des Niedersächsischen Härtefonds für NS-Verfolgte in besonderen Notlagen. Zudem gehörte er dem Beirat der Thüga AG München an.

## Ehrungen
- 2011: Verdienstkreuz am Bande der Bundesrepublik Deutschland
- Träger der Willy-Brandt-Medaille[2]

## Sonstiges
Im Februar 2016 erlitt Meinhold einen Schlaganfall in dessen Folge er sich einer Notoperation unterziehen musste und sein linker Arm und sein linkes Bein gelähmt waren. Erst fünf Monate nach dem Schlaganfall konnte er aus einer Rehabilitationsklinik entlassen werden.
Er war alleinerziehend und hat zwei Kinder.